# Catanzaro
Catanzaro /ˌkatan'ʣaro/ (Catanzaru în dialectul local /ˌkatan'ʦaru/, Κατανγτζαριον, Katantza'rion în greacă) este capitala provinciei Catanzaro și capitala regiunii Calabria (Italia).

## Populație străină
La 31 decembrie 2010 erau 2.550 cetățenii străini rezidenți  (reprezentând 2,73% din populație). Naționalitățiile cu mai mult de 100 de persoane erau:
- România 490
- Maroc 435
- Ucraina 270
- Belarus 205
- Polonia 171
- Bulgaria 169
- China 156
- Filipine 145

## Demografie
Catanzaro - evoluția demografică

|  | Graficele sunt indisponibile din cauza unor probleme tehnice. Mai multe informații se găsesc la Phabricator și la wiki-ul MediaWiki. |

Date: Recensăminte sau birourile de statistică - grafică realizată de Wikipedia

## Personalități născute aici
- Renato Dulbecco (1914 - 2012), biofizician, laureat cu Premiul Nobel pentru Fiziologie sau Medicină;
- Perri Domenico (n. 1981), creator de modă.